# Chris Foss

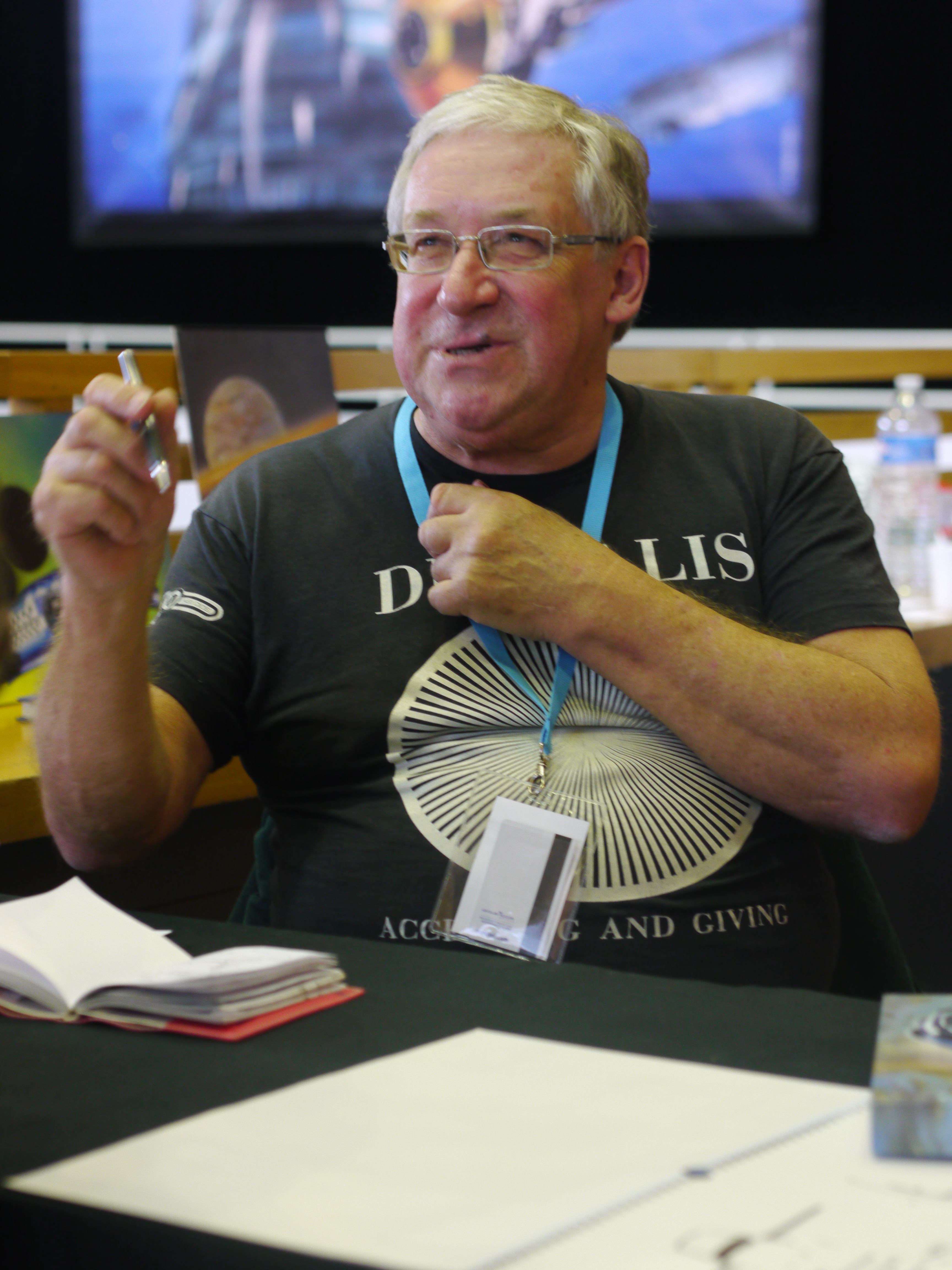
Chris Foss auf der Utopiales in Nantes (2014)

Christopher „Chris“ Frank Foss (* 16. März 1946 auf Guernsey, Bailiwick of Guernsey, Kanalinseln) ist ein englischer Illustrator, Maler und Grafiker, der vor allem für seine Science-Fiction-Illustrationen, sowie die Illustrationen des Buches The Joy of Sex von 1972 bekannt wurde.
Bei Autorenangaben wird Chris Foss des Öfteren mit dem gleichnamigen, ebenfalls 1946 geborenen englischen Militärbuchautor Christopher F. Foss verwechselt.

## Leben und Werk
Foss’ Eltern, die beide Lehrer waren, arbeiteten in der Grafschaft Devon in England, kehrten jedoch sehr oft in den Sommerferien nach Guernsey zurück. Foss fand schon sehr früh seine Liebe zum Zeichnen, insbesondere zu technischen Motiven. Nach einem abgebrochenen Architekturstudium in Cambridge begann er ab 1970 Titelbilder für Bücher anzufertigen. Seine Lieblingsthemen waren futuristische Motive für Science-Fiction.
1972 veröffentlichte Alex Comfort das Sexualhandbuch The Joy of Sex. Foss fertigte dazu die Buchillustrationen. Als Vorlage für seine Illustrationen verwendete er Fotos, die er in seinem Studio in Fulham, London schoss. Seit September 2008 wird das Buch in einer Neuauflage vertrieben.
1973 erhielt er vom Londoner Verlag Futura Publications Limited den Auftrag, mehrere Arbeiten für die Perry-Rhodan-Serie in Großbritannien anzufertigen. Für die 1975 in London bei Hutchinson erschienene Erzählung The Shepherd (deutscher Titel: Der Lotse) von Frederick Forsyth fertigte er einige Illustrationen.
1977 entwarf er für den Film Superman einige Entwürfe für den Planeten Krypton, wie beispielsweise die Kristallstrukturen, die aber in Eisstrukturen abgewandelt wurden. Im April 1977 entwarf er das Cover des Musikalbums Clear Air Turbulence der englischen Ian Gillan Band.
Für Alejandro Jodorowskys geplante, aber nie realisierte Dune-Verfilmung schuf Foss 1975 einige Gestaltungsentwürfe, die im Buch 21st Century Foss mit einem Vorwort von Jodorowsky veröffentlicht wurden. Foss zeichnete überwiegend Raumschiffentwürfe für das Projekt.
1979 veröffentlichte er seine Arbeiten in dem Bildband 21st Century Foss, der 1980 in broschierter Form als deutsche Ausgabe unter dem Titel Raumschiffe von Foss beim Pabel-Moewig Verlag erschien.
1979 entwarf Chris Foss auf Bitten von Dan O’Bannon, der Foss schon in den Vorbereitungen für Jodorowskys Dune kennenlernte, Designs für Raumschiffe und Architekturen für den Science-Fiction-Film Alien – Das unheimliche Wesen aus einer fremden Welt, die aber nicht für den Film verwendet wurden.
1990 brachte er das Buch Diary of a Spaceperson (ISBN 1-85028-049-5) beim Paper Tiger Verlag heraus.
Die Raumschiffdesigns des Echtzeit-Strategiespiels Homeworld von 1999 (sowie später Homeworld: Cataclysm und Homeworld 2) weisen starke Ähnlichkeiten zu den Illustrationen der Künstler Chris Foss und Peter Elson auf, die beide in der speziellen Dank geht an-Sektion der end credits (Nachspann) erwähnt werden.
2014 wirkte er am Design einiger Raumschiffe für den Film Guardians of the Galaxy mit.
Er lebt auf der Insel Guernsey.